# Anaïs Décamp
Anaïs Décamp est une joueuse française de volley-ball née le 24 février 1992 . Elle mesure 1,70 m et joue libero. Sa sœur Justine Décamp est également joueuse de volley-ball. Elle étudie actuellement à la prestigieuse école ILEC à Cannes.

## Clubs
| Club                    | Pays   | De        | À         |
| ----------------------- | ------ | --------- | --------- |
| ES Le Cannet-Rocheville | France | 2009-2010 | 2009-2010 |
| Saint-Raphaël           | France | 2010-2011 | 2010-2011 |
| ES Le Cannet-Rocheville | France | 2012-2013 | ....      |

## Palmarès
Néant.